# تولاى أوزير
ولدت تولاي اوزير في قرية كيميليا بأذربيجان في 10 ديسمبر 1946، وقد كانت الأخت الكبرى لأخواتها الأربعة (تولاي، نيلجون، سونجول، زيرين)، وهي مطربة تركية.
وقد كانت مهنتها الأساسية هي المحاسبة، وقد بدأت عملها الموسيقي الوظيفي في عام 1972. وقد كانت أول مجموعة فنية لطوابع ال 45 ظهرت بها كان باسم (يكفي تعال، لماذا ترفع حاجبيك). وفي عام 1975 من اجل تولاي أوزير فقد كان عام مليء بالمفاجئات.
حيث قامت تولاي في بداية هذا العام بالتوقيع على عقد عمل مع شركة كينت وبدأ العمل معهم من خلال قائمة الخامسة والأربعون التي قدمت منها (الصادرة لنا & الأمل الأخير). وقد حصلت على الميدالية الذهبية وذلك مقابل نجاحها الكبير في مهرجان ازمير، وذلك بخروجها لأول مرة على المسرح.
وفي نهاية هذا العام أيضاً قامت بإصدار أثر آخر عمل عرف باسم (الحب ليس جنون & لماذا انفصلنا) وذلك كان أيضاً من مشروع الخامسة والأربعون.
أما في عام 1976 فقد قامت تولاي بهجمة كبيرة وذلك من خلال انضمامها لتيار البوب بالأناضول من ناحية، ومن ناحية أخرى تقديمها لأغاني أسين أنجين وهي موسيقي الأرابيسك، وقد قدمت ذلك من خلال صوتها القوى، وتعليقها الحسى، وفي منتصف السبعينيات فقد عاشت عاصفة موسيقيية قوية على إحدى المسارح الغنائية). وقد عملت مع كل من هاكى بولوت و بورا أيان أوغلو الملحنيين المشهورين، وقامت من ناحية أخرى بالعمل على الموسيقي والصوت لأغاني أيسن أنجين.
وقد صدر لها أول ألبوم للي بي في عام 1976. وقد صدر الألبوم الثاني لها للي بي (الحبيب لا يبكى) في نهاية عام 1987 ، والذي قام بإنتاج الألبومقين هي نفس الشركة المنتجة، وفي هذه المرة فقد قامت باستخدام لحن لأغنية سيزين آكسو (منحني منحني)، وقد تربعت على عرش المجموعة الفنية من ضمن قائمة الخمسة والأربعون.
وبحلول عام 1980 فقد بدأت تولاى بفقد شهرتها الكبيرة وسمعتها التي حاولت تكوينها وبناءها السنوات الماضية، ومن ناحية أخرى بدأتها اختها زيرين أوزير بالتربع بسرعة فائقة على عرش موسيقي الأرابيسك والبوب التركي. ومن اجل أخذ اختها إلى مسرح الموسيقى، فقد قدمت لها تولاى كل أنواع الدعم، ولكنها لم تظن ابدا ان اختها ستنافسها في مجالاها.
وبعدها انفصلت الفنانة تولاى اوزير عن شركة بلاك كينت التي كانت تعمل معها لسنوات طويلة، وبتأثير يشار بلاك ، ومن خلالها إنتاجها لاخر ألبوم لي بي (حبيبي في قلبي) الذي تكون من موسيقى البوب-الأرابيسك، ولكنه لم يحقق النجاح المطلوب منه، ولذلك ظلت تولاى فترة طويلة بعيدة عن الأعمال الموسيقية.
وقد قامت تولاى اوزير التي تزوجت في عام 1985 وأنجبت ابنها هاكان، بإصدار العديد من الألبومات، والأعمال الفنية في الفترة من أواخر الثمانييات إلى أوائل التسعينيات. وقد كانت آخر الأعمال التي قامت بها تولاى أوزير هو التعليق حيث قامت في عام 2010 بالعمل مع اختها زيرن أوزير وذلك من خلال ألبوم (عصور كل دولة)، وقد قدمت إحدى المقاطع الموسيقية من خلال دويتو موسيقى مع اختها والأغنية اسمها (علمت ان التراجع سهل).

## أعمالهاالفنية

### الأعمالالخمسة والأربعون
-يكفى تعال & لماذا ترفع الحواجب (1974)
-العيون الباكية، التي لا تضحك & الليالى –المدينة (1974)
-نحن نصبة & الأمل الاخير – المدينة (1975)
-العراف & قدمت قلبى إليك – المدينة (1975)
-العشق الذي جنن قلبي & لماذا انفصلنا –المدينة (1975
-هي ضحية حياتى & لو تقتلنى –المدينة 1976
-تغييرات العالم & انا اعرف، انا ابكى –المدينة (1977)
-منحنى منحنى & العشق الأول-المدينة (1987)

### الألبومات
-تولاى – كينت لي بي – 1976
-الحبيب لا يبكى-كينت لي بي-1987
-الحبيب في القلب-يشار لي بي-1981
-الأشتياق-المعاصر-1989
-ما يجب أن يكون-تيمبا فونيكس-1991
-عصور كل دولة (مع قطعة علمت ان التراجع سهل) – أطلاس-2010